# Pegnitz (město)
Pegnitz je město v bavorském zemském okresu Bayreuth v Německu.

## Geografie
Město se nachází východním okraji Franského Švýcarska, 50 km severovýchodně od Norimberku a 27 km jižně od Bayreuthu. Přímo v centru města je pramen řeky Pegnitz, která je po několika metrech posílena vodou Fichtenohe, jež je někdy uváděna jako její horní tok. Západně od města se zdvihá vrch Schloßberg, severovýchodně pak Zipser Berg.

## Historie
Na místě města Pegnitz se historicky nacházely dvě osady. První z nich, Begenz, je zmíněna v zakládací listině kláštera Michelfeld z 6.5.1119. V roce 1293 je pak použito jméno Begniz a od roku 1329 pak současný název Pegniz. Ve letech 1347-1355 založila zemská hrabata z Leuchtenbergu hrad a v jeho podhradí vyrostlo "Nové Město" Pegnitz, jemuž v roce 1355 udělil císař Karel IV. městská práva. Až po několika staletích došlo k propojení s druhou osadou, se "Starým Městem". V roce 1357 prodali Ulrich a Johannes, hrabata z Leuchtenbergu, město Pegnitz Karlu IV., který je začlenil do českého království, k němuž pak patřilo až do roku 1402, kdy je Václav IV. zastavil Norimberským purkrabím z Hohenzollernu. V majetku Hohenzollernů pak Pegnitz zůstal po staletí, neboť k vyplacení zástavy nikdy nedošlo.

## Pamětihodnosti
Celé zachované historické jádro města je památkově chráněno jako celek.. K pamětihodnostem patří :
- středověká radnice z roku 1347
- mlýn Zaussenmühle z roku 1450 s pramenem řeky Pegnitz
- zřícenina hradu Hollenberg, který nechal údajně vybudovat císař Karel IV.
- zámek Altenstädter Schloss
- zřícenina kaple Pirkenreuther Kapelle na místě zaniklé osady Pirkenreuth
- městský farní kostel sv. Bartoloměje (z roku 1900)
- rozhledna z roku 1923 na vrchu Schloßberg
- socha pasáčka vepřů z roku 1982 umístěná v rozšířeném místě hlavní třídy, kde býval prasečí trh

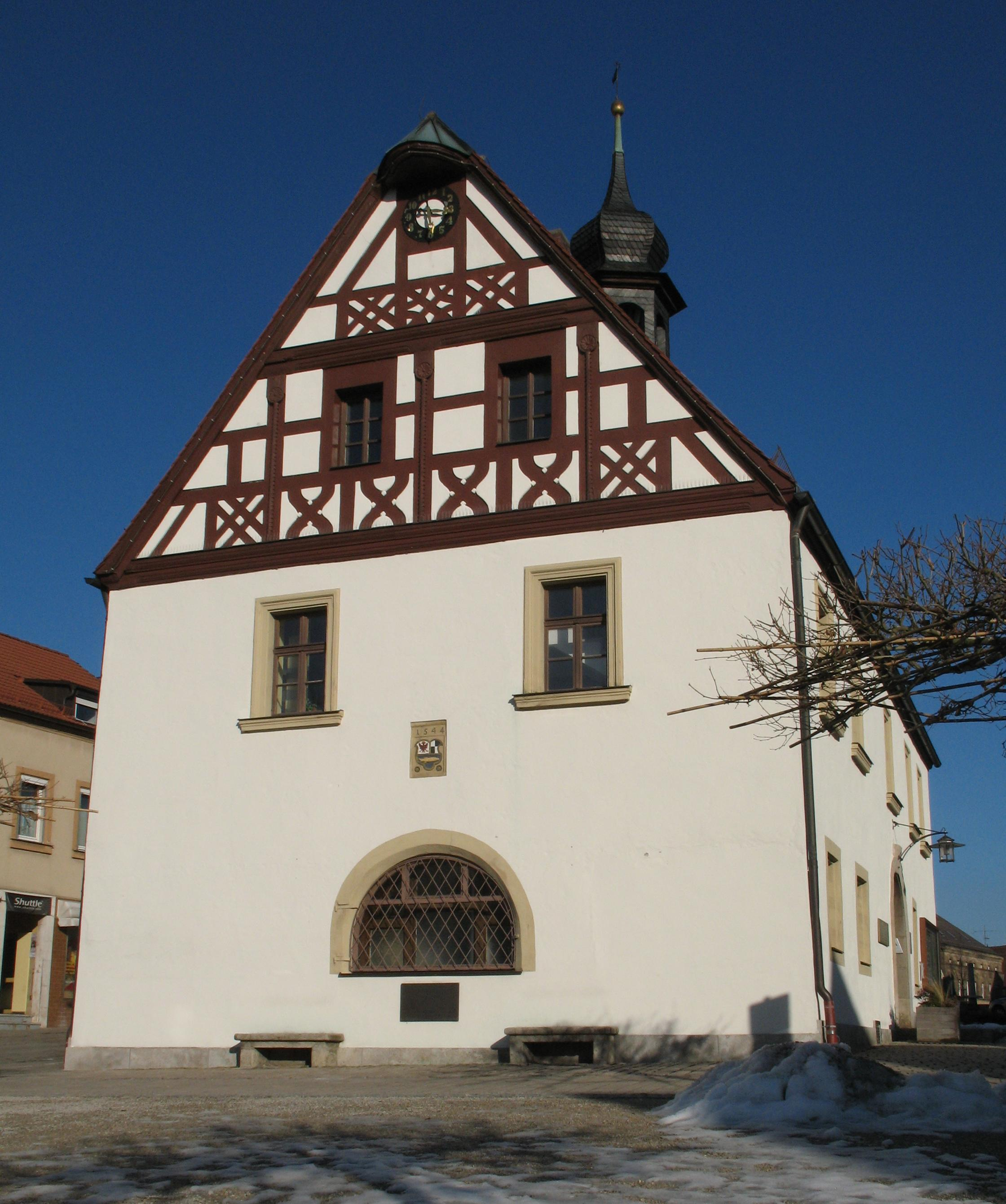
Středověká radnice
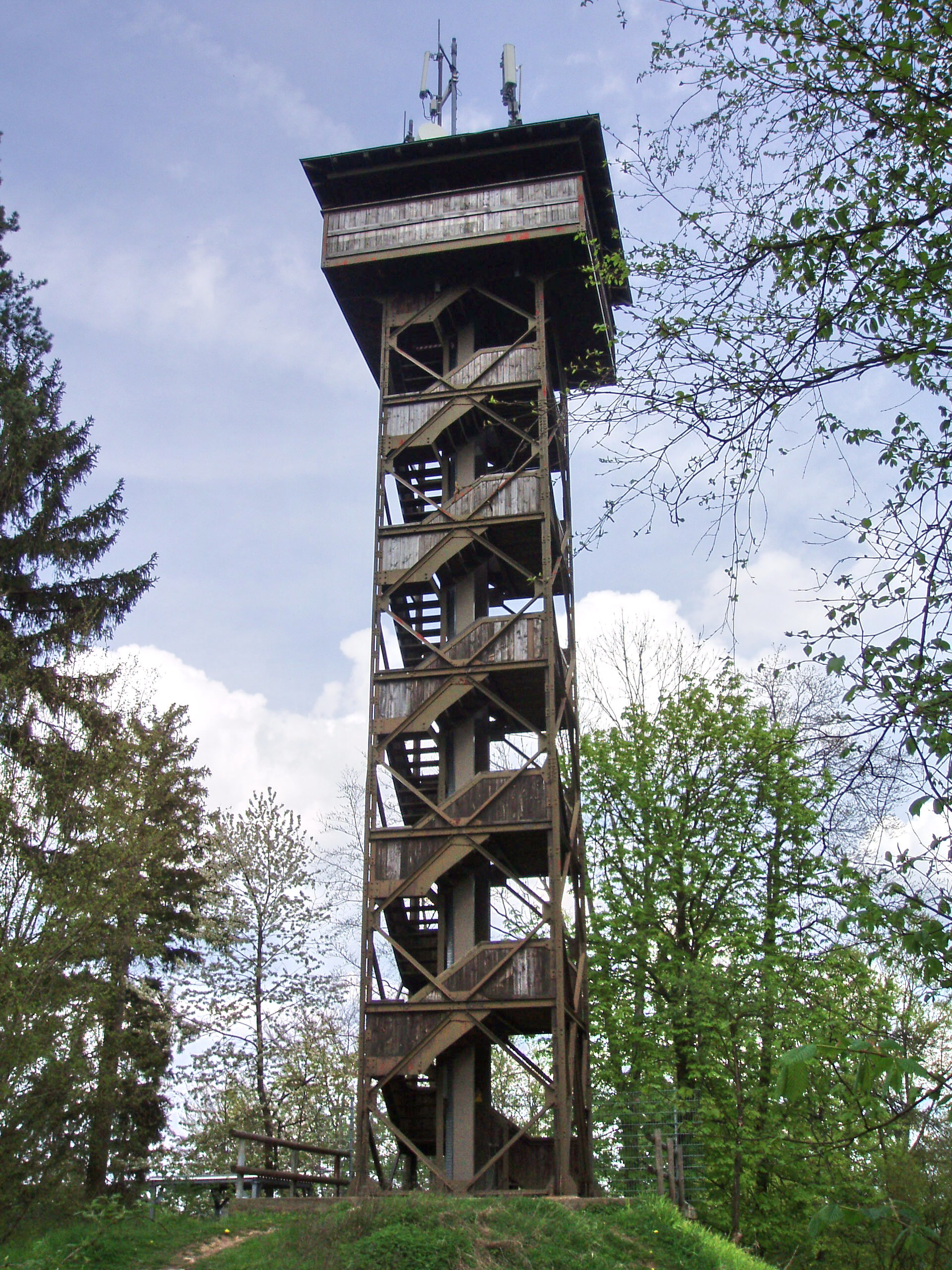
Rozhledna na vrchu Schloßberg
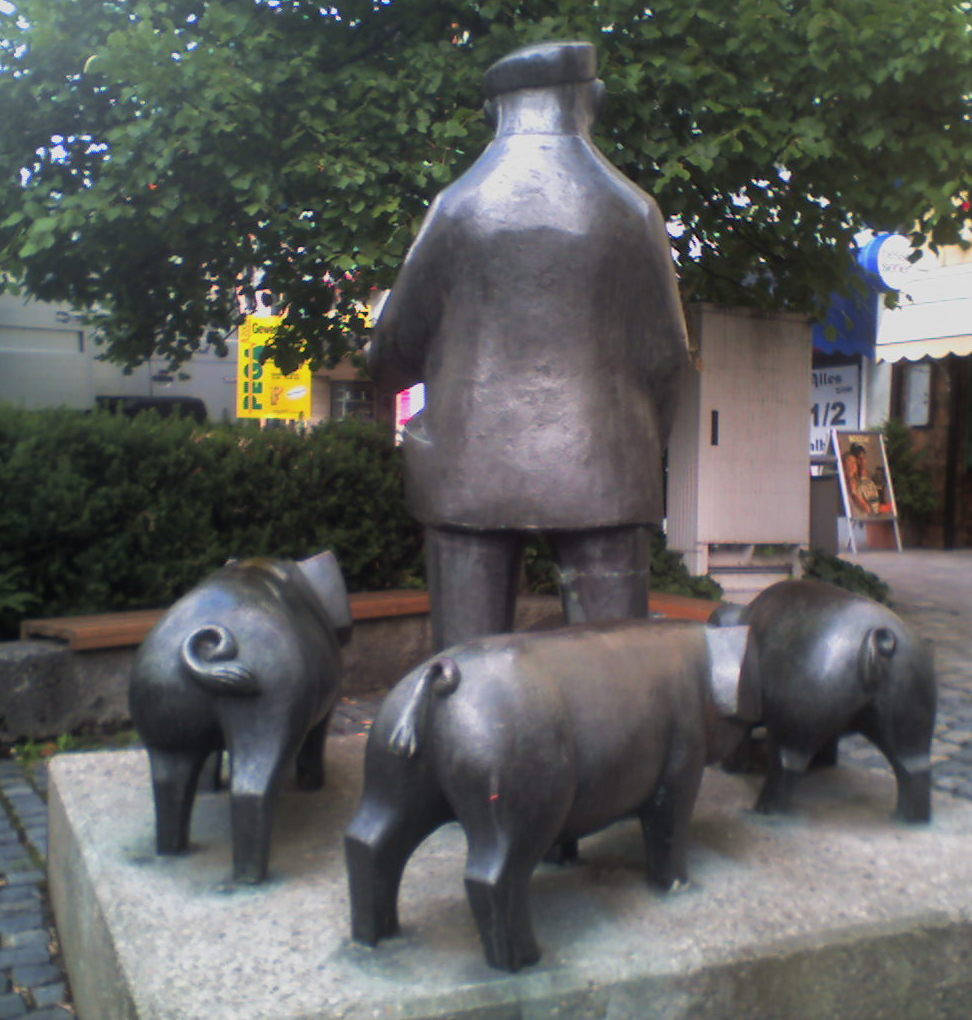
Socha pasáčka vepřů

## Městské části
Město Pegnitz se skládá z 26 městských částí :
| - Birklmühle - Bodendorf - Bronn - Buchau - Büchenbach - Großkrausmühle - Haidmühle - Hainbronn - Hedelmühle - Heroldsreuth - Herrenmühle - Hollenberg - Horlach | - Kaltenthal - Kleinkrausmühle - Körbeldorf - Kosbrunn - Kotzenhammer - Langenreuth - Lehm - Leups - Leupsermühle - Lobensteig - Lüglas - Nemschenreuth - Neudorf | - Neuhof - Oberhauenstein - Pegnitz - Penzenreuth - Pertenhof - Reisach - Rosenhof - Scharthammer - Stein - Stemmenreuth - Trockau - Troschenreuth - Vestenmühle | - Weidelwangermühle - Willenberg - Willenreuth - Wolfslohe - Zips - Hufeisen-Waldhaus |

## Partnerská města
- Guyancourt, Francie
- Slaný, Česko